# Премедикація
Премедика́ція (лат. pre— перед; лат. medicamentum— ліки) — попередня медикаментозна підготовка пацієнта (в день операції) до загального знеболювання при хірургічному втручанні з метою профілактики, попередження чи зменшення виникнення можливих ускладнень.
Залежно від типу оперативного втручання премедикацію виконують у відділенні хірургічного профілю або безпосередньо в операційній на операційному столі. Виконує постова медична сестра або сестра-анестезистка за розпорядженням лікаря-куратора або анестезіолога.
Премедикацію виконують після усіх інших підготовчих, діагностичних та лікувальних маніпуляцій безпосередньо перед початком операції: при планових та ургентних щонайменше за 30 хв, щонайбільше за 1,5 години до початку втручання. Це зумовлено тим, що введені ліки мають подіяти (30 хв) та мають певний термін дії в організмі людини (до 2 годин з моменту введення).
Існує багато схем премедикації, найрозповсюдженіші — класична та сучасна(модернова).

## Класифікація
За схемою введення медикаментів:
- Класична
- Модернова

За часом виконання:
- Планова
- Екстрена
- Повторна (вторинна пізня)

## Введення
Препарати для премедикації найчастіше вводять внутрішньом'язово, рідше внутрішньовенно(довенно), та зовсім рідко перорально чи ректально.
Класична схема передбачає введення трьох груп препаратів:
- антихолінергічні засоби (холінолітики, холіноблокатори — М-холінолітики: атропін, метацин, скополамін та інш.)
- анальгетики (наркотичні: морфін та інш..)
- антигістамінні (димедрол, супрастин та інш.)

Сучасна схема передбачає введення :
- анальгетиків або психотропних засобів заспокійливої дії (транквілізатори, нейролептики)

При використанні холінергічних препаратів (галотан, фторотан) або можливому подразненні дихальних шляхів (інтубація трахеї, бронхоскопія), обов'язковим препаратом премедикації є холінолітик (антихолінергічні препарати) для блокади вагальних рефлексів. Порушення цього правила може призвести до виникнення брадикардії з можливим зниженням артеріального тиску і розвитком більш серйозних порушень серцевого ритму.

## Дозування
Дозу препаратів для медикаментозної підготовки визначають відповідно до ваги та віку пацієнта. Після її проведення не можна вставати з ліжка та самостійно пересуватись, в тому числі і до операційної.